# Epidesma scintillans
Epidesma scintillans là một loài bướm đêm thuộc phân họ Arctiinae, họ Erebidae.